# Physochlaina praealta
Physochlaina praealta är en potatisväxtart som först beskrevs av Decaisne, och fick sitt nu gällande namn av John Miers. Physochlaina praealta ingår i släktet vårbolmörter, och familjen potatisväxter. Inga underarter finns listade i Catalogue of Life.